# Ánh (khoáng vật học)
Ánh, một khái niệm trong khoáng vật học, là cách ánh sáng tương tác và phản xạ với bề mặt của một tinh thể, đá, hoặc khoáng vật. Trong tiếng Anh và tiếng Tây Ban Nha, từ này là "lustre", nó bắt nguồn từ từ Latin là "lux", có nghĩa là "ánh sáng" nói chung.
Ánh có thể dao động trong một khoảng rộng và liên tục, do đó không có ranh giới rõ ràng cố định giữa các loại ánh khác nhau. Vì vậy, cùng một khoáng vật có thể có ánh được mô tả khác nhau. Các thuật ngữ phân loại ánh thường được kết hợp để mô tả những tính chất trung gian của nó (ví dụ, "ánh thủy tinh lụa").
Một số khoáng vật có những ánh khá đặc biệt, như ánh "ánh sao" (hình ngôi sao nhiều cánh) hay ánh "mắt mèo" (chứa những dải sáng di chuyển khi xoay mẫu vật).

## Phân loại
- Ánh bán kim loại

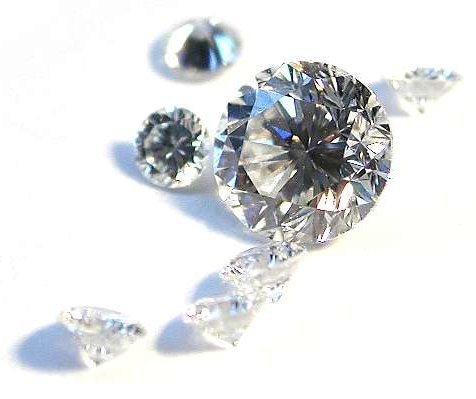
Kim cương

Giống như ánh kim nhưng mờ và ít phản xạ ánh sáng hơn, ví dụ như khoáng Sphalerit hay Chu sa
- Ánh kim cương,

Thường thấy ở kim cương hay các kim loại trong suốt, bán trong suốt có chỉ số phản xạ lớn hơn 1,9. Kim loại có ánh kim cương hoàn toàn thường khá hiếm, ví dụ như Cerussite hay Zircon.
- Ánh kim loại

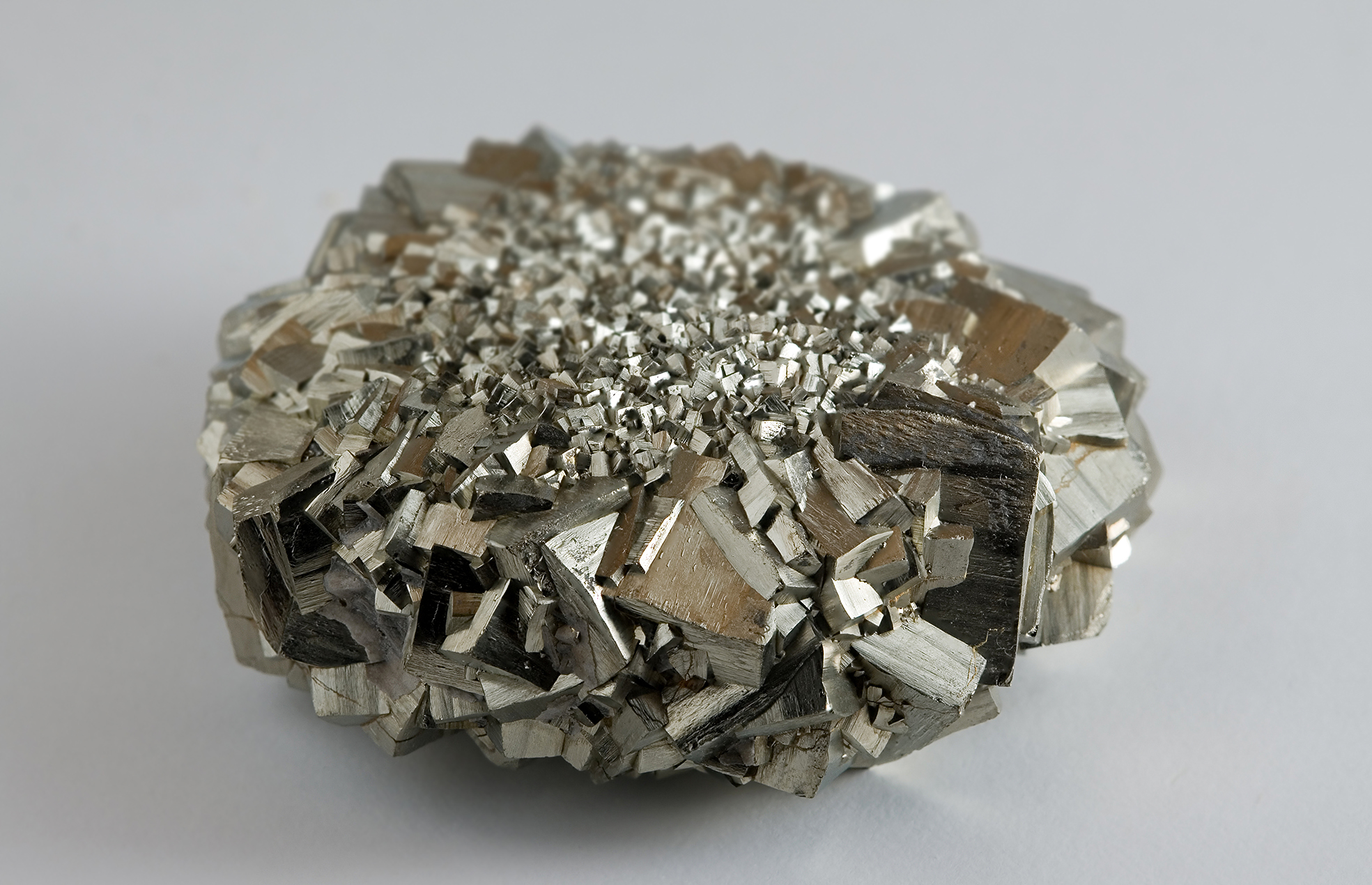
Pyrit

Những khoáng vật ánh kim trông giống như một miếng kim loại đánh bóng. Chúng có những bề mặt phản xạ ánh sáng rất tốt, ví dụ như Galena, Pyrit, Magnetit.
- Ánh lụa

Khoáng vật ánh lụa cấu thành bởi những sợi siêu nhỏ xếp song song, ví dụ như Amiăng hay một số loại thạch cao
- Ánh nhựa

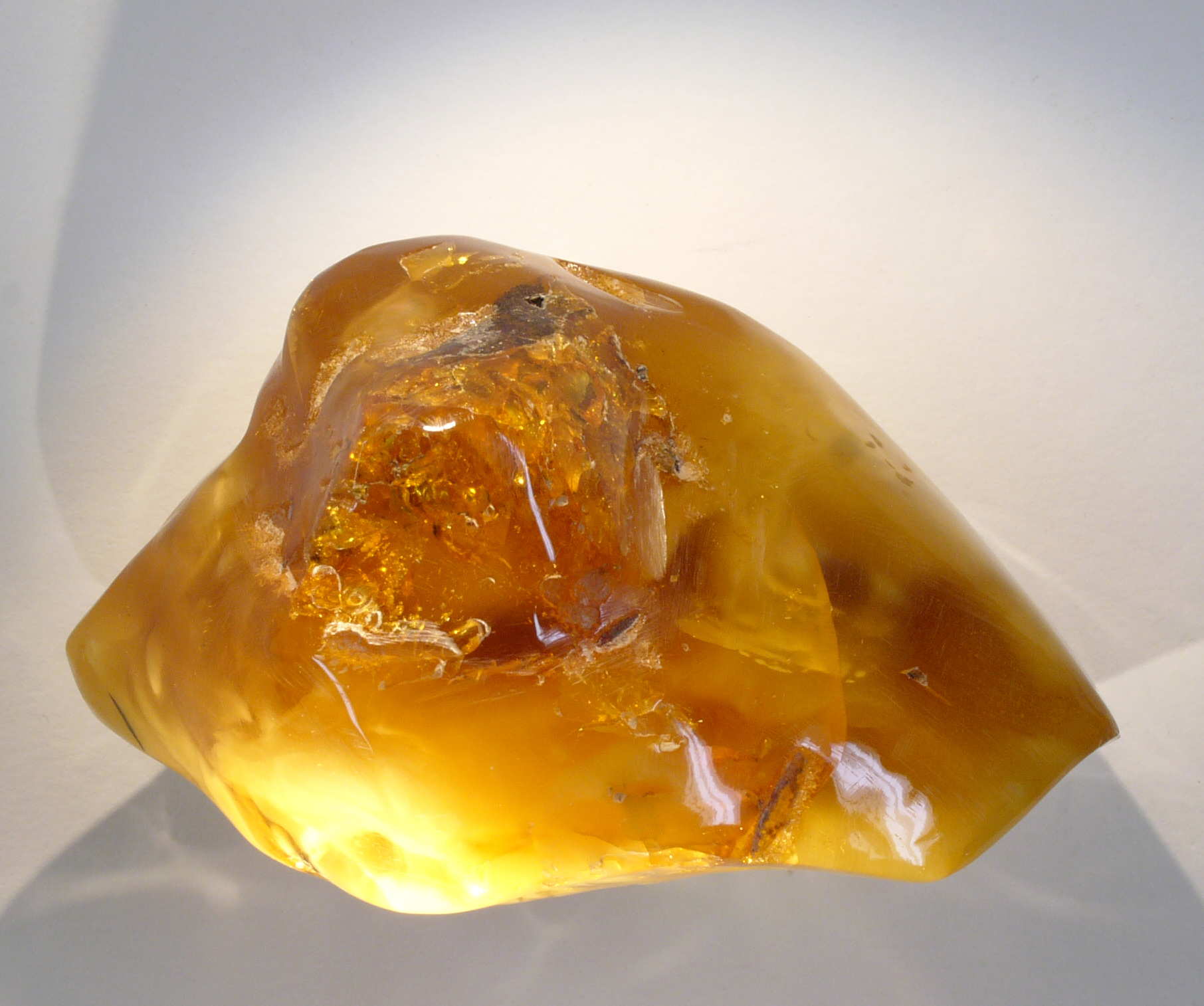
Hổ phách

Những khoáng vật này trông giống như nhựa cây với bề mặt trơn láng. Một ví dụ tiêu biểu của nhóm này là hổ phách, một dạng nhựa cây hóa thạch.
- Ánh mờ

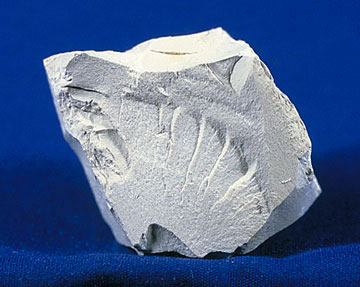
Cao lanh

Ánh mờ (hay ánh đất) là ánh rất yếu cho đến hoàn toàn không có ánh. Những khoáng vật này, ví dụ như Cao lanh, thường có cỡ hạt thô nên ánh sáng bị tán xạ đi nhiều hướng.
- Ánh mỡ

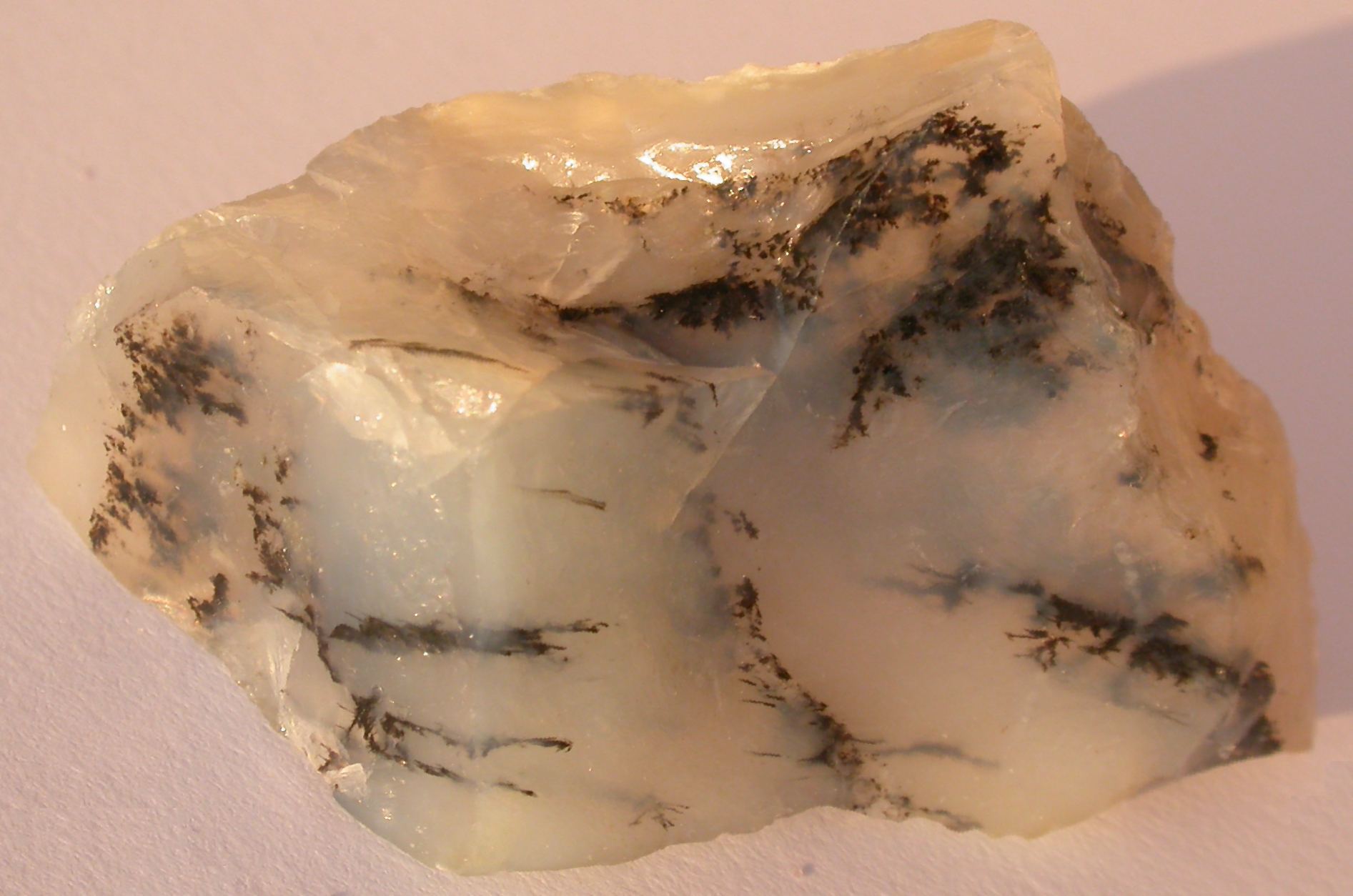
Opan

Những khoáng vật ánh mỡ thường trông giống như một miếng mỡ, Opan là một ví dụ.
- Ánh sáp

Trông giống như sáp, ví dụ như ngọc thạch hay Canxedon.
- Ánh trân châu

Các khoáng vật có ánh trân châu thường bao gồm nhiều mặt phân lớp mỏng trong suốt. Ánh sáng phản xạ từ đây sẽ cho cảm giác giống như những hạt ngọc trai. Những khoáng vật này thường có cát khai hoàn toàn, ví dụ như Muscovit hay các khoáng trong nhóm Zeolit.
- Ánh thủy tinh

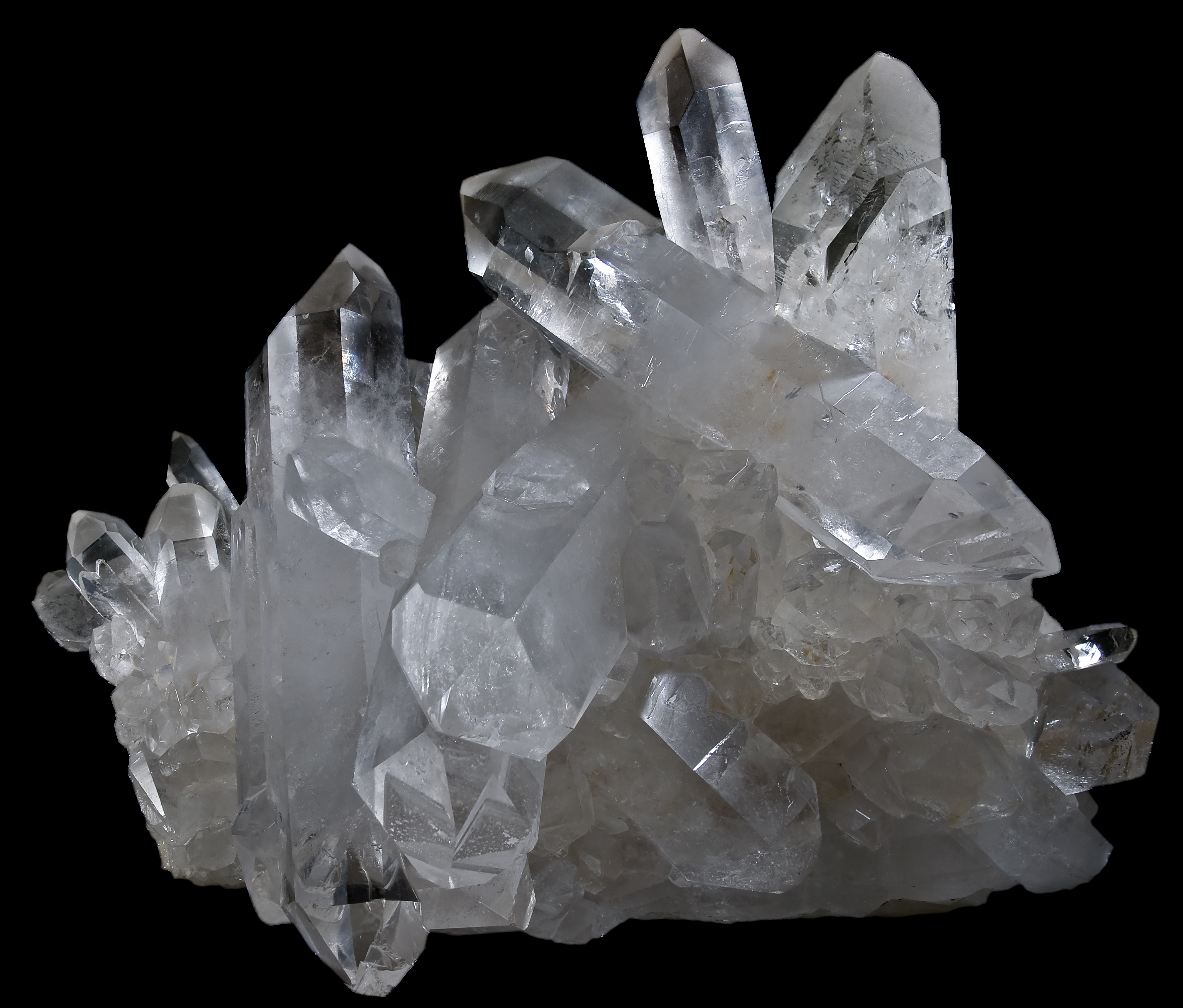
Thạch anh

Là một trong những ánh phổ biến nhất, thường thấy ở các khoáng trong suốt, nửa trong suốt và có hệ số khúc xạ tương đối thấp. Những ví dụ điển hình là Thạch anh, Canxit, Topa, Tourmalin, Fluorit...

## Các hiện tượng quang học
- Ánh sao

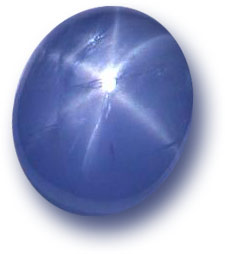
Xa-phia

Hiện tượng hình ngôi sao (thường là 6 cánh) xuất hiện trên bề mặt tinh thể, rất phổ biến ở Xa-phia, Hồng ngọc, Granat, Spinen, Diopxit...
- Mắt mèo

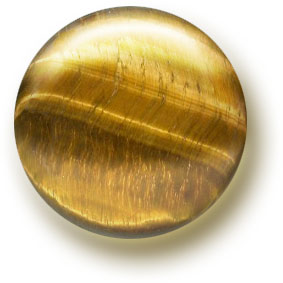
Khoáng mắt hổ

Xuất hiện những dải sáng dường như di chuyển khi ta xoay mẫu khoáng vật. Các khoáng này cấu thành bởi các sợi song song và phản xạ ánh sáng vuông góc với hướng chính của chúng. Một số khoáng vật làm ví dụ là Tourmalin, Aquamarin...
- Sile

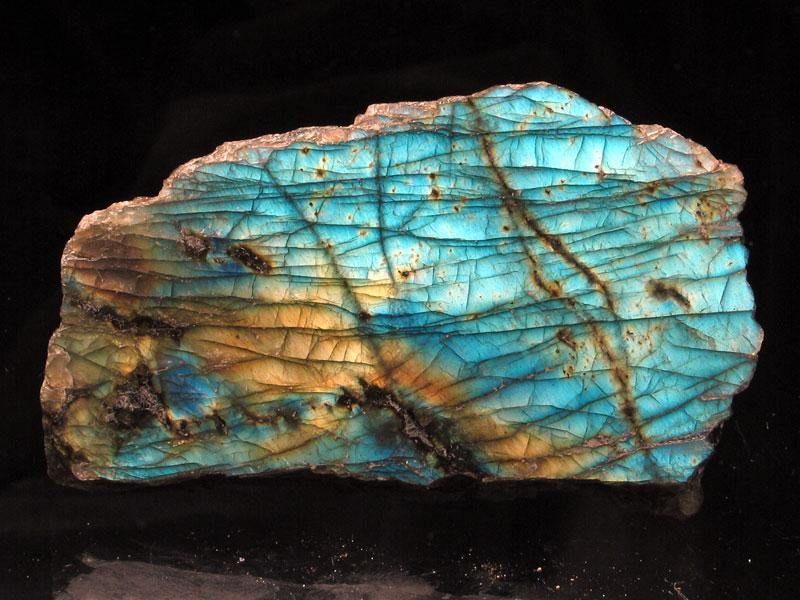
Labradorit

Bắt nguồn từ chữ "schiller" trong tiếng Đức, có nghĩa là "lấp lánh", trông giống như váng dầu, gây ra khi ánh sáng phản xạ qua những mặt lớp của khoáng vật.